# Trezza
Die Trezza war ein Tanz des 17. Jahrhunderts, der vor allem in Süddeutschland und Österreich vorkam; sie wurde auch Trezza Viennense (also „aus Wien“) genannt. Sie soll den Charakter einer Gigue, einer Furlane oder einer Courante bzw. Galliarde haben. Sie steht „meistens im ¾-Takt“ (so Nettl) oder „im lebhaften ⁶/₄- oder ⁶/₈-Takt“. Nach Nettl ist typisch für die Trezza der ⁶/₄-Takt. Der Name dürfte von italienisch „treccia“, also „Flechte, Zopf, Flechtwerk“ kommen, also so viel wie „geflochtener Reigentanz“ bedeuten.
Heute noch von Bedeutung ist die Trezza als Bezeichnung eines Satzes in einer Folge von Musikstücken (genauso wie Gavotte, Sarabande, Gigue, Menuett usw.) bei Barockkomponisten. Sie kommt unter anderem vor bei Wolfgang Ebner (1612–1665), Johann Heinrich Schmelzer (um 1623–1680), Kaiser Leopold I. (1640–1705),  Heinrich Ignaz Franz Biber (1644–1704), Johann Pachelbel (1653–1706) und Andreas Anton Schmelzer (1653–1701).
Von der Trezza zu unterscheiden ist offenbar die trecia, die als Satzbezeichnung bei Maurizio Cazzati vorkommt; sie steht in geradem Takt; ihre Natur ist im Übrigen unklar.